# سيلينيت (أيون)

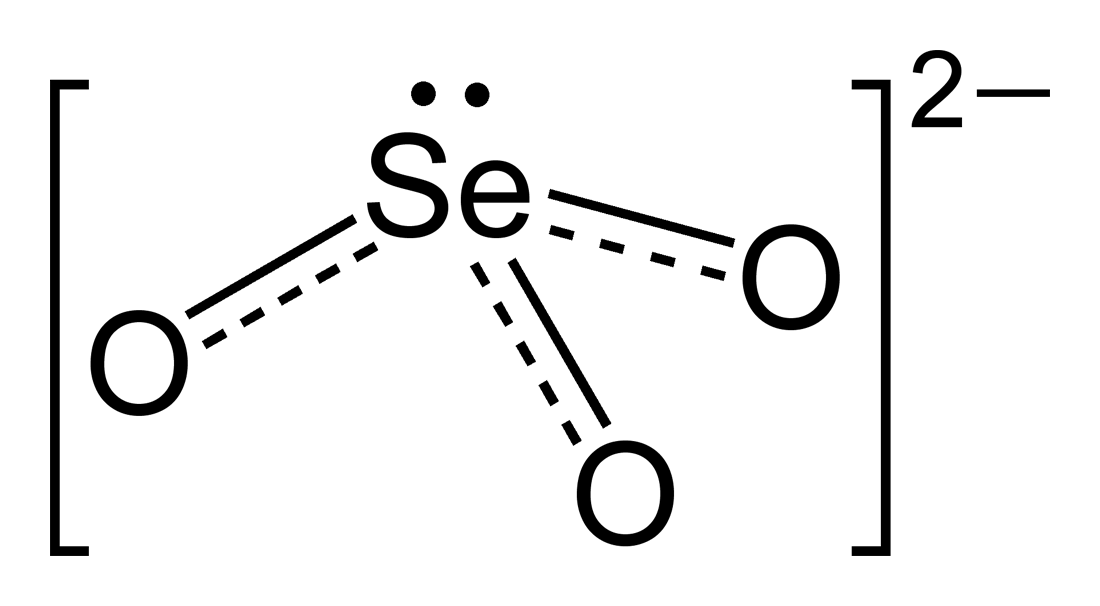
بنية أيون السيلينيت

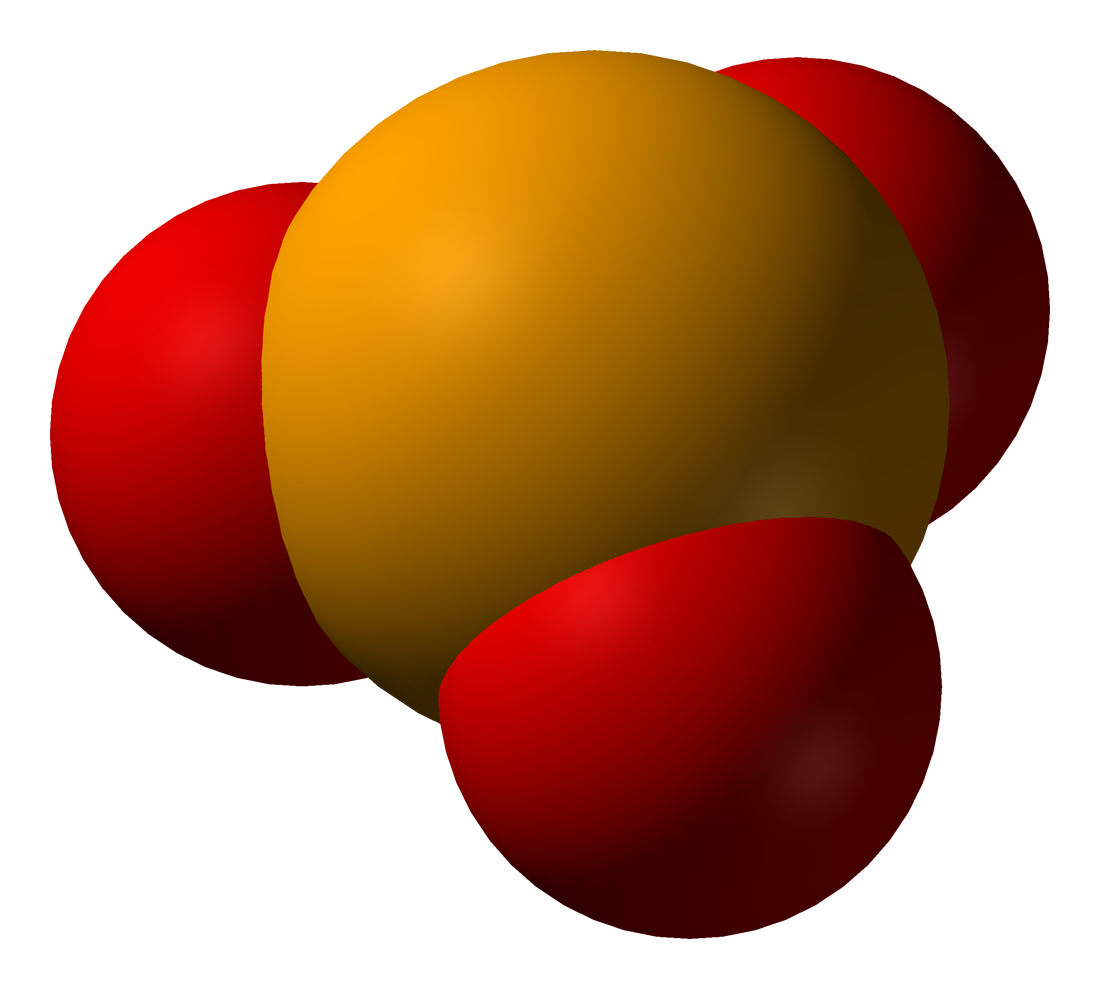
نموذج ملء الفراغ لأيون السيلينيت

السيلينيت هو أنيون أكسجيني (أيون سالب) يتكون من السيلينيوم والأكسجين صيغته 2−SeO3، وهو ملح حمض السيلينوز H2SeO3. تسمى الأملاح الحاوية في تركيبها على هذا الأيون باسم أملاح السيلينيت، ومن الأمثلة عليها مركبا سيلينيت الفضة Ag2SeO3 وسيلينيت الصوديوم Na2SeO3.

## الخواص
في الأوساط الحمضية الضعيفة يتشكل أيون هيدروجين السيلينيت (السيلينيت الهيدروجيني) −HSeO3.
يكون للأيون ثنائي التكافؤ 2−SeO3 بنية هرمية.

## التحضير
يمكن أن تحضر أملاح السيلينيت من تفاعل ثنائي أكسيد السيلينيوم مع أكسيد الفلز الموافق، كما في المثال التالي لتفاعل تحضير سيلينيت الصوديوم:
{\displaystyle {\ce {SeO2 + 2 NaOH -> Na2SeO3 + H2O}}}